# Martin u oblacima
Martin în nori (Martin u oblacima) este un film alb-negru croat (iugoslav) de comedie din 1961, regizat de Branko Bauer și scris de Bauer și Fedor Vidas, cu actorii Boris Dvornik și Ljubica Jović în rolurile principale. 
Acest film l-a făcut pe Boris Dvornik o mare vedetă a fostului cinematograf iugoslav, comparabil cu Ljubiša Samardžić, Milena Dravić și Velimir „Bata” Živojinović (cu care ulterior a dezvoltat o strânsă prietenie). În 1999, un sondaj al criticilor de film croați a considerat că este unul dintre cele mai bune filme croate făcute vreodată.
Filmul Martin în nori a avut premiera vineri, 7 aprilie 1961. A întâmpinat inițial reacții relativ nefavorabile din partea criticilor, dar publicul a îndrăgit filmul (a avut peste 100.000 de spectatori doar în Zagreb), iar de-a lungul timpului, recepția filmului s-a schimbat complet și este considerat acum unul dintre cele mai bune filme de comedii croate din toate timpurile. Într-un sondaj din 1999 realizat de revista Film Hollywood, s-a clasat pe locul 15 printre cele mai bune filme autohtone din toate timpurile.

## Prezentare
Martin și iubita sa Zorica sunt doi studenți care stau cu chirie în apartamente separate. Întrucât această situație are un efect devastator asupra vieții lor amoroase, ei tânjesc să aibă un loc doar al lor. Când proprietarii locuinței lui Martin se duc în vacanță, se pare că rugăciunile lor, cel puțin temporar, au fost ascultate. Cu toate acestea, idila este una foarte scurtă, pentru că și alți oameni doresc să se folosească de această ocazie.

## Distribuție
- Boris Dvornik	...	Martin Baric
- Ljubica Jovic	...	Zorica
- Joza Seb	...	Vjenceslav Baric
- Antun Nalis	...	Carmine
- Braco Reiss	...	Robert Eugen Mrazek zvan Kliker
- Ljerka Prekratic	...	Marcella
- Lila Andres	...	Solarica (men. ca Lila Anders)
- Nela Erzisnik	...	Prevarena zena
- Rikard Simonelli	...	Darko
- Vera Misita	...	Darkova Znanica
- Fahro Konjhodzic	...	Hrvoje
- Mato Petricic
- Jozo Petricic
- Josip Marotti	...	Projektant
- Sanda Fiderseg	...	Pazikuca

## Analiză
Bauer a regizat una dintre cele mai de succes comedii croate în general, cu conotații subtile despre cele mai întunecate și mai cinice sensuri sociale și psihologice. Filmul se caracterizează în special prin tematizarea societății emergente de consum. În afară de tema generală a apartamentului filmului, cultura de consum este cuprinsă într-o varietate de motive, cum ar fi Târgul de la Zagreb, interesul discret, dar vizibil pentru Zorica, și chiar personajele italienilor, tatăl și fiica, Carmine și Marcella ca întruchiparea a manierelor și a stilului de viață occidentale. 
Filmul s-a inspirat din comediile de la Hollywood, deoarece Bauer „a văzut în povestea lui Fedor Vidas posibilitatea de a structura o comedie stratificată, a văzut un spațiu care ar putea fi organizat printr-o metodă asemănătoare cu dramaturgia clasică de la Hollywood.”